# カチャパ

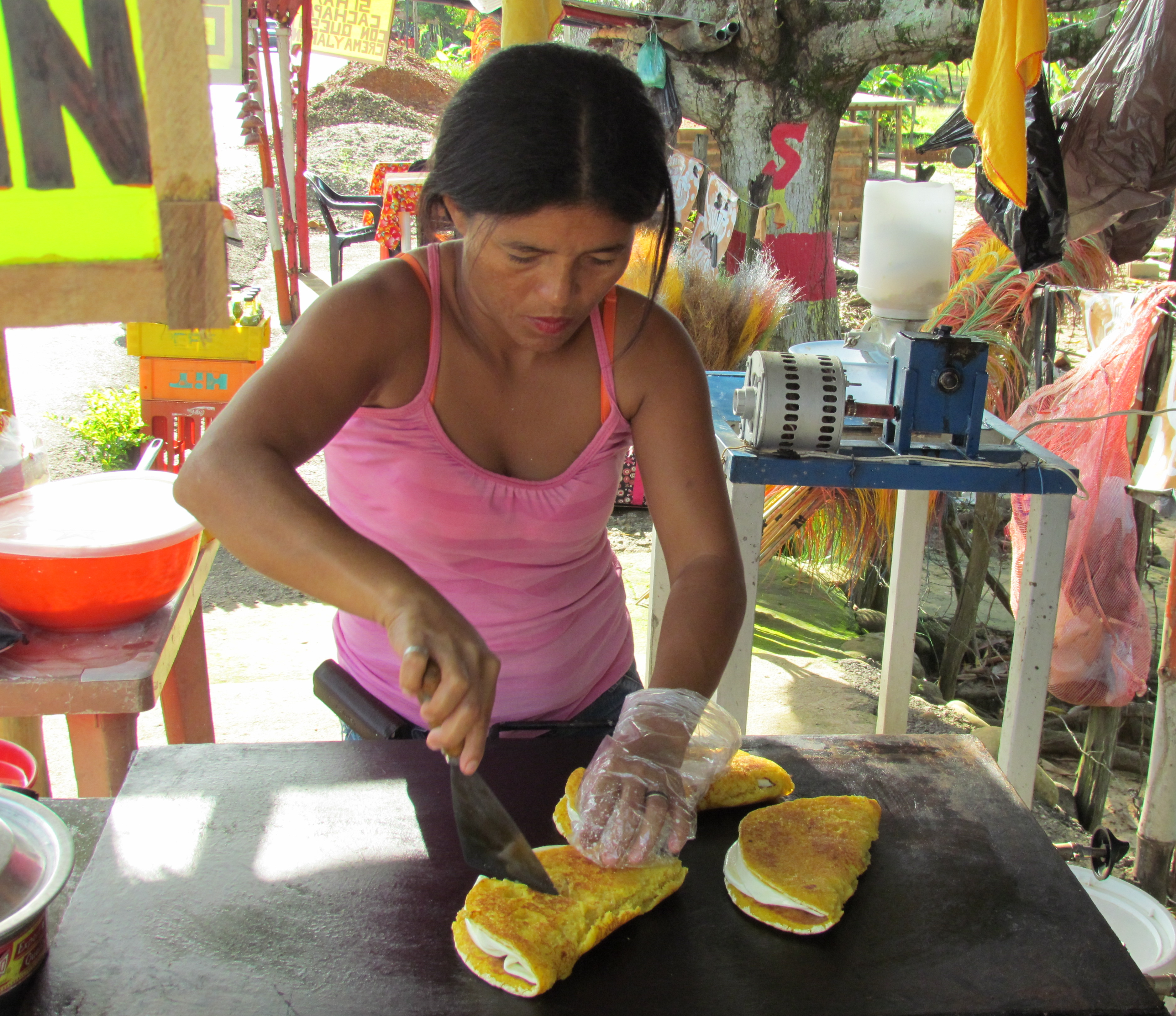
チーズを挟んだカチャパ

カチャパ(Cachapa)とは、クランペットを意味するスペイン語であり、トウモロコシから作るベネズエラの伝統料理である。アレパと同様に屋台料理として人気がある。パンケーキのようにブダレ（鉄板）で焼くか、トウモロコシの葉に包んで茹でて作る。最も一般的な作り方は、新鮮なトウモロコシの穀粒を潰し、バターと混ぜて鉄板で焼く。トウモロコシの粒のため、パンケーキと比べ、分厚くデコボコした仕上がりになる。

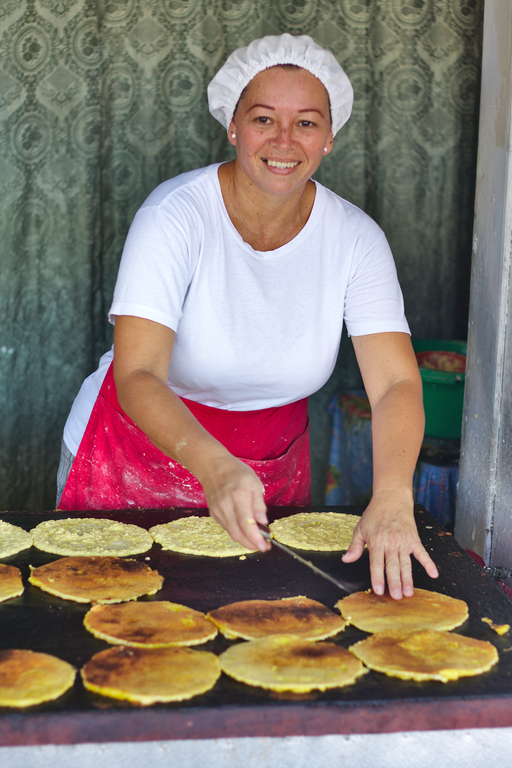
カチャパを売る女性

カチャパは伝統的に、モッツァレラのような手作りのチーズであるケソ・デ・マノとともに食べる。チチャロンに添えて食べることもある。様々なチーズ、ミルククリーム、ジャム等を挟むこともある。マーガリンを添えて前菜、手作りのチーズやチチャロンに添えてフルブレックファーストとして食べる。
コスタリカには、似た料理にchorreadasがある。